# انسل آدامز
انسل آدامز (به انگلیسی: Ansel Easton Adams) ‏ (زاده ۲۰ فوریه ۱۹۰۲ – درگذشته ۲۲ آوریل ۱۹۸۴) عکاس آمریکایی بود. شهرت وی بیشتر به دلیل عکس‌های او از طبیعت و چشم‌اندازهای غرب ایالات متحده آمریکا است.

## زندگی
انسل آدامز ۲۰ فوریه ۱۹۰۲ در سانفرانسیسکو، کالیفرنیا به دنیا آمد. پدرش تاجری بود به نام چارلز هیچکاک آدامز. ۱۲ ساله بود که پدر و مادرش به استعداد او در موسیقی پی‌بردند و مشغول یادگیری پیانو شد. در سال ۱۹۱۶ به عکاسی علاقه‌مند شد. اولین گزارش تصویری‌اش را در ۲۰ سالگی به چاپ رساند. اما هنوز آن قدر شیفته عکاسی نبود که پیانو را رها کند، تا آن جا که در ۲۳ سالگی هنوز تصمیم داشت یک پیانیست شود. ۵ سال بعد که با عکاس برجسته آمریکایی پل استراند ملاقات کرد، مصمم شد عکاس شود. از آن به بعد نمایشگاه‌های زیادی برگزار کرد و مجموعه‌ها و گزارش‌های تصویری متنوعی از آمریکا به چاپ رساند. چاپ کتاب مقدمه‌ای بر عکاسی، تأسیس بخش عکاسی موزه هنرهای مدرن نیویورک و برگزاری نمایشگاه انفرادی مکان آمریکایی، از فصل‌های کارنامه عکاسی او هستند. وی مبدع نظام ناحیه‌ای (ZONE SYSTEM) است. منطقه‌ای وسیع در آمریکا به نام او نامگذاری شده‌است. انسل آدامز ۲۲ آوریل ۱۹۸۴ در سن ۸۲ سالگی به دلیل نارسایی قلبی که در اثر سرطان وخامت یافته بود درگذشت.

## سبک عکاسی آدامز
موضوع عکس‌های انسل آدامز، بیشتر طبیعت و چشم‌اندازهای غرب آمریکا بود. فرم بیانی در تصویر برای آدامز اهمیت بیشتری از واقعیت داشت. او نگاتیو را مواد خام عکاسی می‌دانست و به چاپ به عنوان مرحله اجرا و به ثمر رساندن اثر، اهمیت بسیاری می‌داد. این حرکت قبلاً توسط استیگلیتز شروع شده بود و نگاه آدامز متأثر از آشنایی با او بود. آدامز دخل و تصرفی که به قابلیت‌های اساسی نگاتیو آسیب نزند را در عکاسی پی می‌گرفت و در همین راستا ابداعات زیاد برای تحول در چاپ و دستکاری نور و قابلیت‌های بصری داشت. او خودش می‌گوید: «من یک کنتراست و زمان نوردهی معینی را به عنوان پایه و اساس به دست آوردم بعد با تغییرات نور و عمل سوزاندن و بعضی اوقات با استفاده از فیلترهای گوناگون کنتراست، نگاتیو را چاپ می‌کنم.»
آدامز با تأکید بر فرایند چاپ، راه‌های تازه‌ای را در تکنیک چاپ عکس، پیش پای عکاسان گذاشت. از او به عنوان مردی که علاوه بر هنرمند بودن، یک تکنیسین خلاق چاپ عکس هم بوده، یاد می‌شود.
سبکی که آدامز پیش گرفته بود توسط استیگلیتز شروع شده بود استیگلیتیز دوستدار آن بود که همه عکس‌هایی را که می‌اندازد دارای واقعیت‌هایی باشد که عاری از دروغ باشد و مخاطب را تحت تأثیر بگذارد. در عکس‌های او می‌توان تجلی زیبایی خداوندی را دید.

## عقایدش در عکاسی
او که از سخنگویان برجسته عکاسی صریح بود، وی همچنین از اعضاء تشکیل دهنده گروه f64 بود. در عکس‌ها، نوشته‌ها و آموزش‌های خود نشان می‌دهد که عکاسی باید به واقعیت احترام بگذارد، وی مخالف دستکاری عکاس در فیلم منفی (نگاتیو) است و می‌گوید عکاس می‌تواند بدون متوسل شدن به فنون تاریکخانهای، زیبایی متنوع و ناب طبیعت را ارائه کند. آدامز به طبیعت عشق می‌ورزید و عکس‌هایی که از مناظر طبیعی و حیات وحش گرفته‌است شهرت بسزایی دارند؛ و همچنین او عقیده داشت: «عکاسی یک مرحله از امکانات بیانی انسان است؛ تمامی هنر، بیان چیز واحدی است، رابطهٔ روح انسان با روح انسان‌های دیگر و با دنیا.» او همچنین بر تقویت توانایی پیش نگری در عکاسان تأکید داشت. «همچنین خواستم بر روی اندیشه پیش نگری تأکید ورزم.»

## نگارخانه

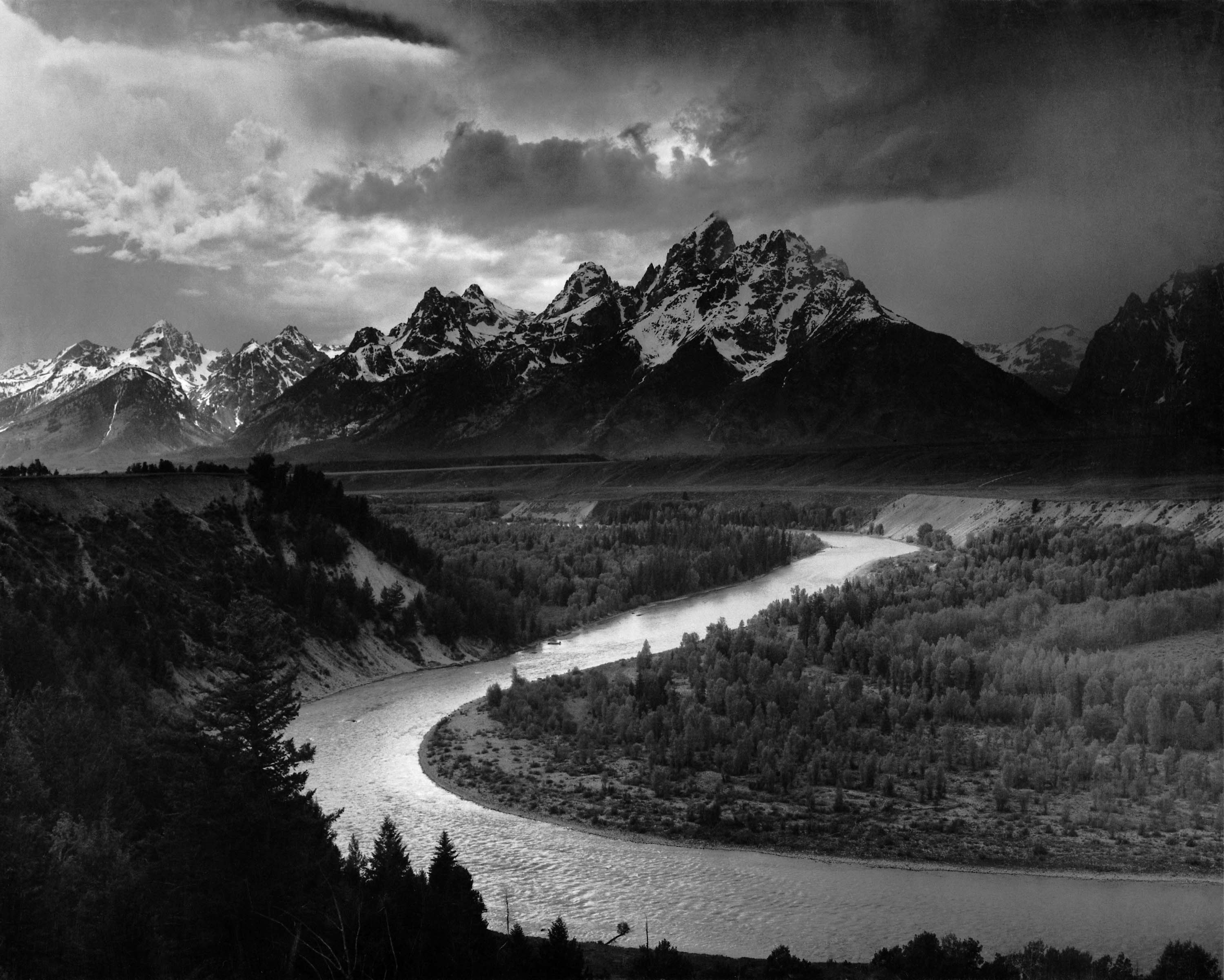
رودخانهٔ مار (۱۹۴۲)
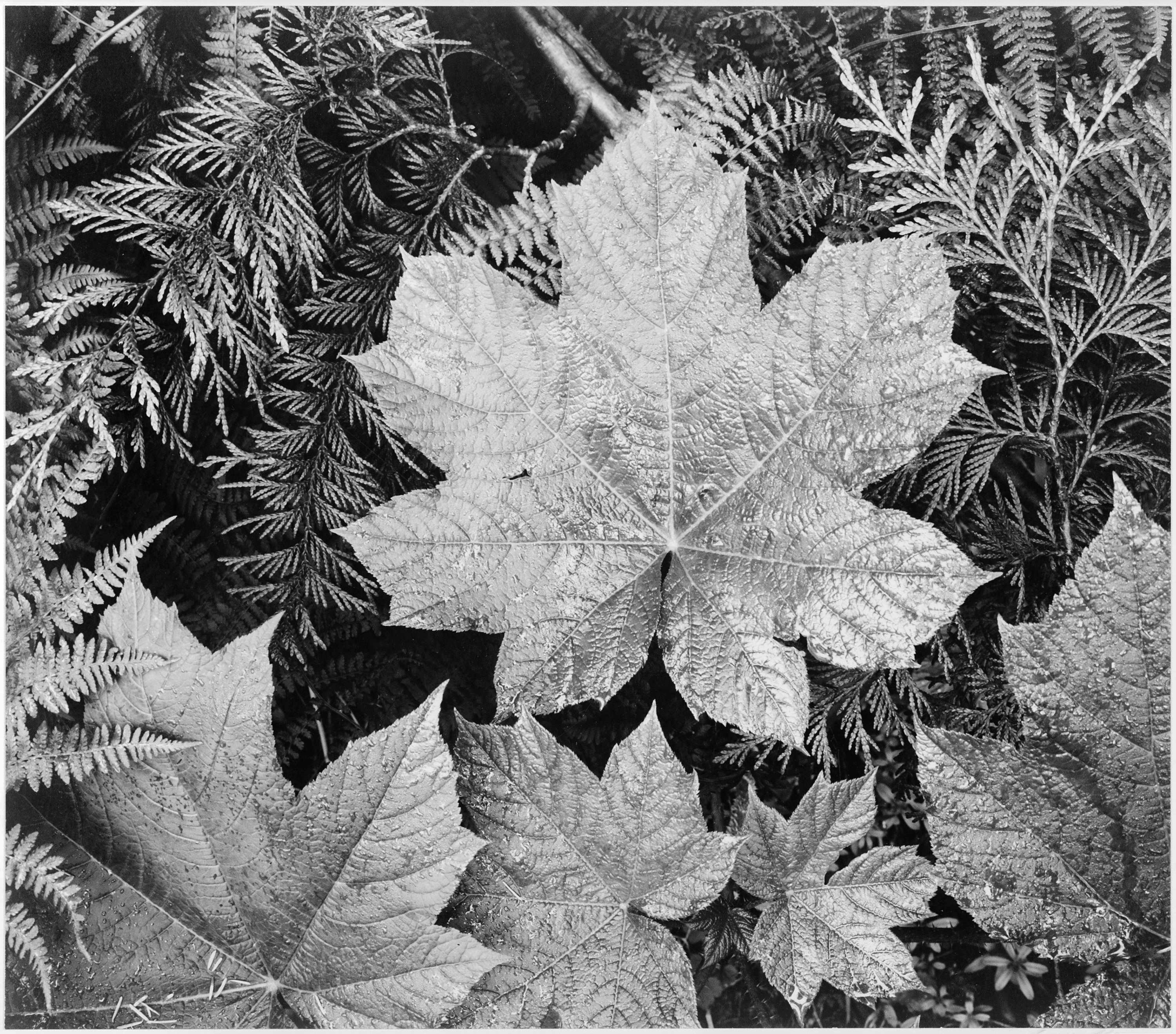
برگ افتاده در پارک ملی گلاسیر (۱۹۴۲)
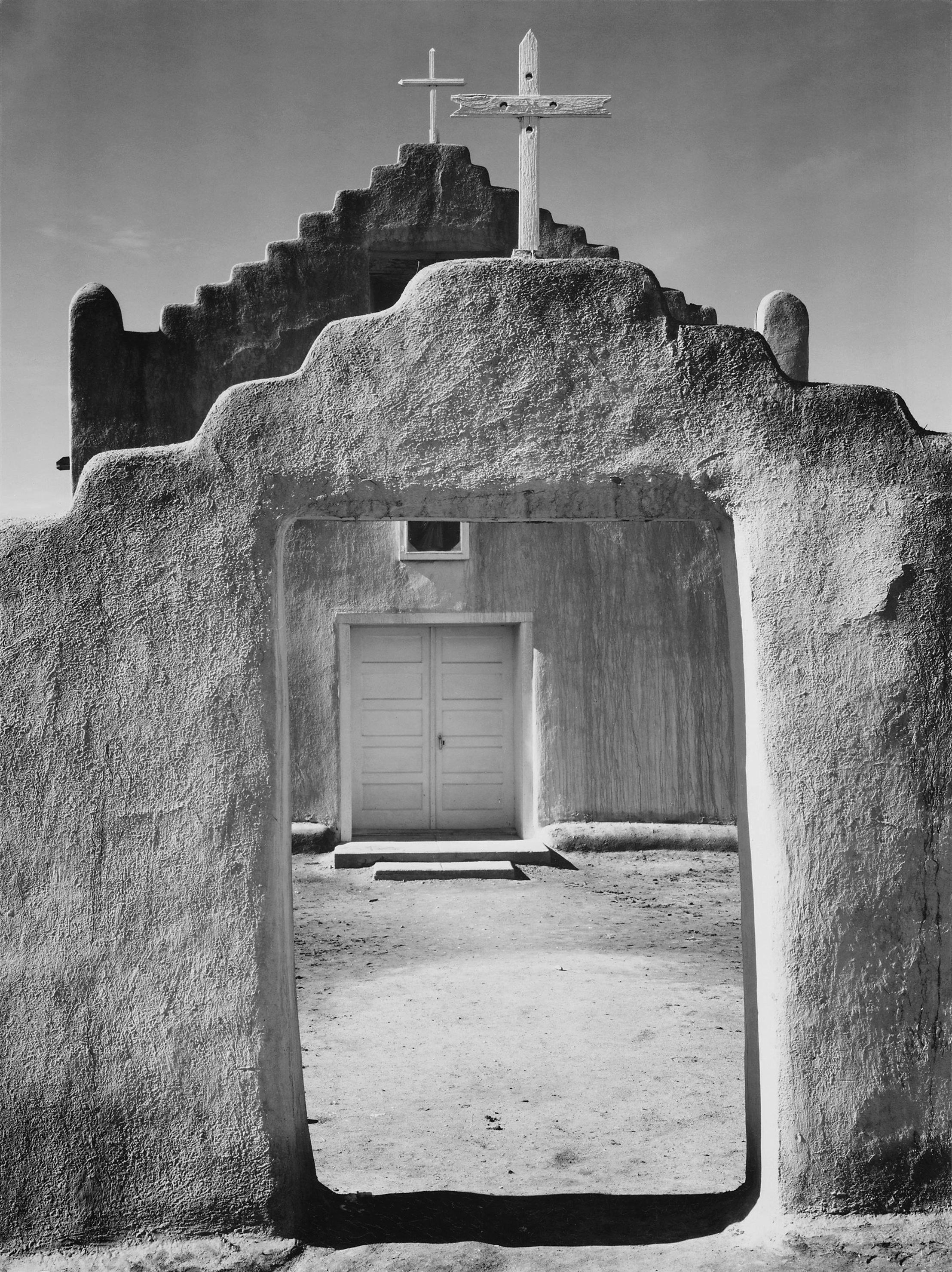
کلیسا (۱۹۴۲)
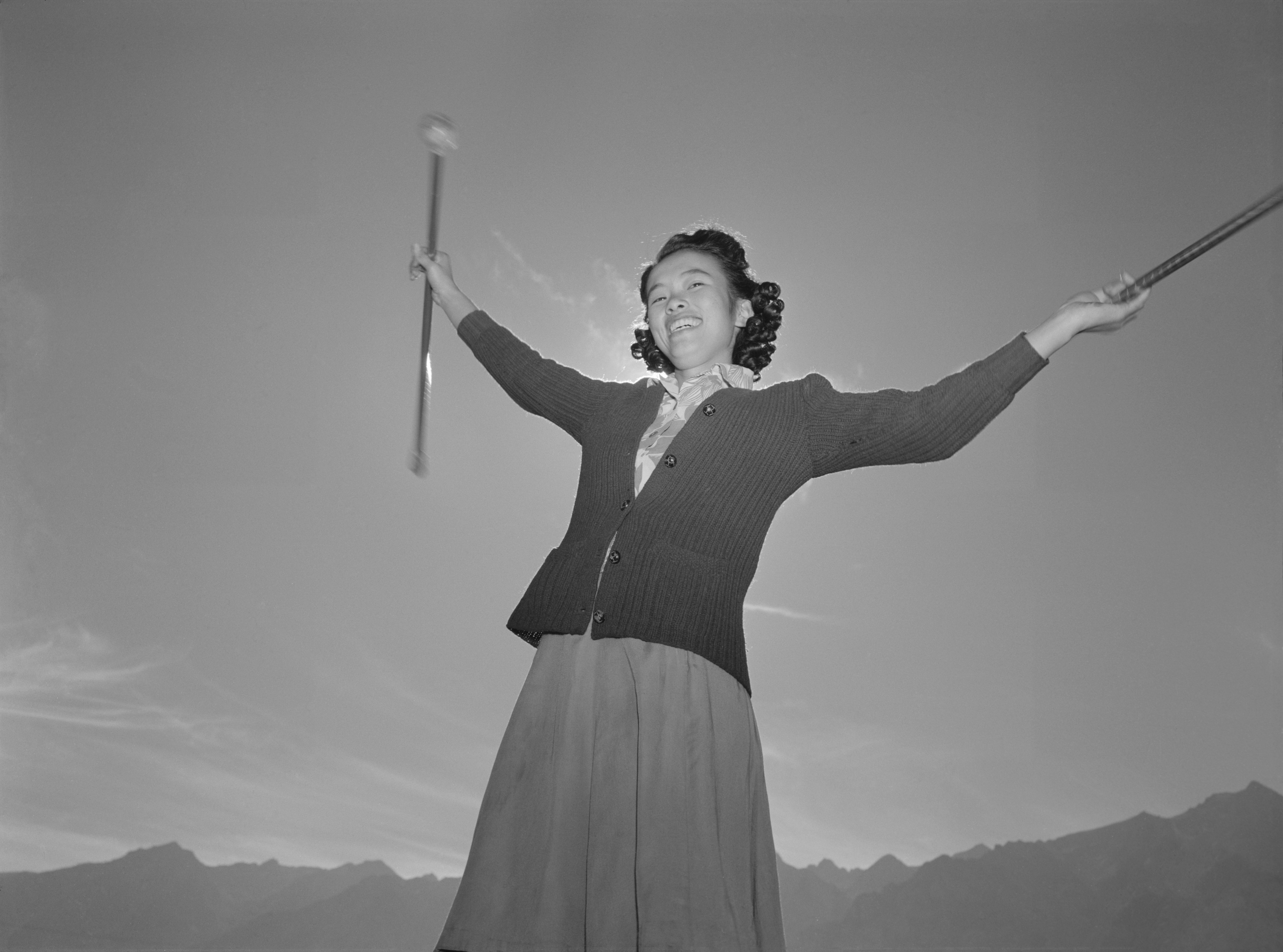
در سال ۱۹۴۳

## مقاله مرتبط
- صخره‌های «آلاباماهیلز»، شاهکار قدرت و حرکت «انسل آدامز»، ارغوان صمدیان، دو هفته نامه هنرهای تجسمی تندیس، شماره ۸۴، ۱۸ مهر ۱۳۸۵، ص. ۱۲.